# Tour della nazionale maschile di rugby a 15 della Nuova Zelanda 1992
È un tour doppiamente storico, sia perché si festeggia il centenario della New Zealand Rugby Union, sia perché la fine dell'apartheid ha riaperto le porte del Sudafrica ai tour delle squadre di rugby.
Le due sconfitte in 3 match con l'Australia impediranno alla Nuova Zelanda di conservare la Bledisloe Cup.

## Risultati
| Perth 21 giugno 1992 | Western Australia | 0 – 80 | Nuova Zelanda XV | WACA Ground |

| Adelaide 24 giugno 1992 | South Austr.Invitat. XV | 18 – 48 | Nuova Zelanda XV | Hindmarsh Stadium |

| Sydney 28 giugno 1992 | New South Wales | 9 – 41 | Nuova Zelanda XV | Concord Oval |

| Canberra 1º luglio 1992 | A.C.T. | 13 – 45 | Nuova Zelanda XV | Manuka Oval |

| Arbitro: | James Mathieson Fleming |

|                                     |           |                                                         |
| mete: Campese, Horan c.p.: Lynagh 2 | Marcatori | mete: Bunce, Tuigamala trasf.:Grant Fox c.p.: Grant Fox |

| Melbourne 8 luglio 1992 | Victorian Invitation XV | 3 – 53 | Nuova Zelanda XV | Olympic Park |

| Brisbane 12 luglio 1992 | Queensland | 19 – 26 | Nuova Zelanda XV | Ballymore Oval |

| Cairns 15 luglio 1992 | Queensland B | 13 – 32 | Nuova Zelanda XV | Barlow Park |

| Arbitro: | Patrick Robin |

|                                             |           |                                                                  |
| mete: Paul Carozza 2 c.p.: Michael Lynagh 3 | Marcatori | mete: John Kirwan, John Timu trasf.: Grant Fox 2 c.p.: Grant Fox |

| Sydney 22 luglio 1992 | Sydney | 40 – 17 | Nuova Zelanda XV | Penrith Stadium |

| Arbitro: | Patrick Robin |

|                                                                           |           |                                                            |
| mete: Farr-Jones, Herbert trasf.: Michael Lynagh 2 c.p.: Michael Lynagh 3 | Marcatori | mete: Joseph, W.Little trasf.: Fox 2 c.p.: Fox 3 Drop: Fox |

| Durban 1º agosto 1992 | Natal | 25 – 43 | Nuova Zelanda XV | Kings Park Stadium |

| Bloemfontein 5 agosto 1992 | Orange Free State | 14 – 33 | Nuova Zelanda XV | Free State Stadium |

| Pretoria 8 agosto 1992 | Junior South Africa | 10 – 25 | Nuova Zelanda XV | Loftus Versfeld |

| Witbank 10 agosto 1992 | Central Unions | 6 – 39 | Nuova Zelanda XV | van Riebeeck Stadium |

| Arbitro: | Alexander MacNeill |

|                                                           |           |                                                      |
| mete: Gerber 2, PG Muller trasf.: N.Botha 3 c.p.: N.Botha | Marcatori | mete:Z.Brooke Kirwan, Timu trasf.: Fox 3 c.p.: Fox 2 |